# Arbeitsgemeinschaft Evangelikaler Missionen
Die Arbeitsgemeinschaft Evangelikaler Missionen e. V. (AEM) ist der größte evangelische Missionsdachverband in Deutschland. In ihm sind 106 christlich-evangelikale Missionsgesellschaften und Ausbildungsstätten mit 4.939 Mitarbeitern (Stand 2017) aus dem Bereich der evangelischen Landeskirchen, Landeskirchlichen Gemeinschaften und Freikirchen zusammengeschlossen. Die AEM arbeitet auf der Glaubensgrundlage der Deutschen Evangelischen Allianz.

## Geschichte
Nach einem ersten Zusammenrücken der verschiedenen evangelikalen Missionsgesellschaften in Deutschland im Jahr 1968 wurde 1969 in Verbindung mit der Deutschen Evangelischen Allianz die erste Tagung der evangelikalen Missionen in Frankfurt am Main durchgeführt. Das Ergebnis war die „Konferenz Evangelikaler Missionen“, in der sich 26 Werke mit rund 650 Missionaren zusammengeschlossen hatten. Sie nennt sich inzwischen „Arbeitsgemeinschaft Evangelikaler Missionen“ (AEM) und wurde 1974 als eingetragener Verein registriert.
1979 erfolgte die Gründung des Ausbildungsprogramms Seminar für Missionarische Fortbildung (SMF). Die AEM gab 1983 die „Grundsätze für den Umgang mit Spendenmitteln“ (AEM-Spendengrundsätze) heraus sowie 1985 die „Grundsätze für die Öffentlichkeitsarbeit“.
2001 fand die Gründung der Akademie für Weltmission Korntal gGmbH statt.

## Leitung
Erster Vorsitzender der AEM ist seit 2024 Thomas Schech. Zuvor hatte Dieter Trefz, Leiter der Kontaktmission, dieses ehrenamtliche Amt ab 2018 inne. Sein Vorgänger war ab 2004 Detlef Blöcher. Geschäftsführer ist seit 1993 Wolfgang Büsing.

## Mitglieder
Mitglieder der AEM sind unter anderem
- Aktion Nehemia
- Aktion: In jedes Haus e. V.
- Allianz-Mission
- Arche-Stiftung des Gemeinde- und Missionswerks Arche e. V.
- Bibelschule Brake e. V.
- Campus für Christus e. V.
- China Partner
- Chinesische Missionsgemeinschaft
- Christliche Fachkräfte International e. V.
- Christliche Jugendpflege e. V., Dillenburg
- Christliche Mission International (CMI)
- Christlicher Hilfsbund im Orient
- Deutsche Indianer Pionier Mission
- Deutsches Mennonitisches Missionskomitee
- Deutsches Missionsärzte-Team (DMÄT)
- Die Bruderhand e. V.
- DIGUNA
- DMG interpersonal, ehemals „Deutsche Missionsgemeinschaft“ e. V.
- Elia e. V.
- Europäische Baptistische Mission
- Europäische Christliche Mission
- Evangelische Mission im Tschad
- Evangeliums-Rundfunk
- Evangeliumsdienst für Israel e. V.
- Evangeliumsgemeinschaft Mittlerer Osten
- Forum Wiedenest
- Frontiers
- Geschenke der Hoffnung e. V.
- Freundeskreis christlicher Mission e. V.
- Hilfe für Brüder e. V.
- Himmelsperlen International e. V.
- Hoffnung für Kasachstan e. V.
- Indicamino
- Inter-Mission e. V.
- Internationales Centrum für Weltmission
- Janz Team e. V.
- Jugend-, Missions- und Sozialwerk Altensteig
- KEB-Deutschland e. V.
- Kontaktmission
- Kreuz des Südens e. V.
- Lebenszentrum Adelshofen
- Licht im Osten
- Liebenzeller Mission
- LOGOS International e. V.
- Stiftung Marburger Mission
- Missionarisch unterwegs e. V.
- Mission für Süd-Ost-Europa
- Missionswerk Frohe Botschaft
- Neues Leben Ghana e. V.
- Neukirchener Mission
- New Tribes Mission
- OMF International (ehemals ÜMG)
- Operation Mobilisation Deutschland
- Organisation Movida International
- Orientdienst e. V.
- Pacific Mission Aviation (PMA) Deutschland
- Saat der Hoffnung e. V.
- SIL International
- Sozialdienst des Missionswerkes der Gemeinde Gottes e. V.
- To all Nations e. V.
- Vereinigte Deutsche Missionshilfe
- Vereinigte Missionsfreunde
- WEC International
- West Europa Mission
- Wort des Lebens
- Wycliff Deutschland

## Arbeitsgebiete
Für die verschiedenen Arbeitsgebiete hat die AEM eigenständige Organisationen mit gegründet:
- Akademie für Weltmission gGmbH
- Christliche Fachkräfte International e. V.
- Deutsche Fernschule e. V.
- Hilfe für Brüder e. V.

## Spendensiegel
Der Verein hat mit der Deutschen Evangelischen Allianz und dem netzwerk-m ein eigenes Spendenzertifikat entwickelt, welches in Abstimmung mit dem Deutschen Zentralinstitut für soziale Fragen erstellt wurde und für die Prüfung von Werken mit religiöser, missionarischer und diakonischer Zielsetzung, deren Gemeinnützigkeit von den Finanzbehörden anerkannt ist, Anwendung findet. Die Überprüfung erfolgt unabhängig vom DZI.